# 백호 (석가)

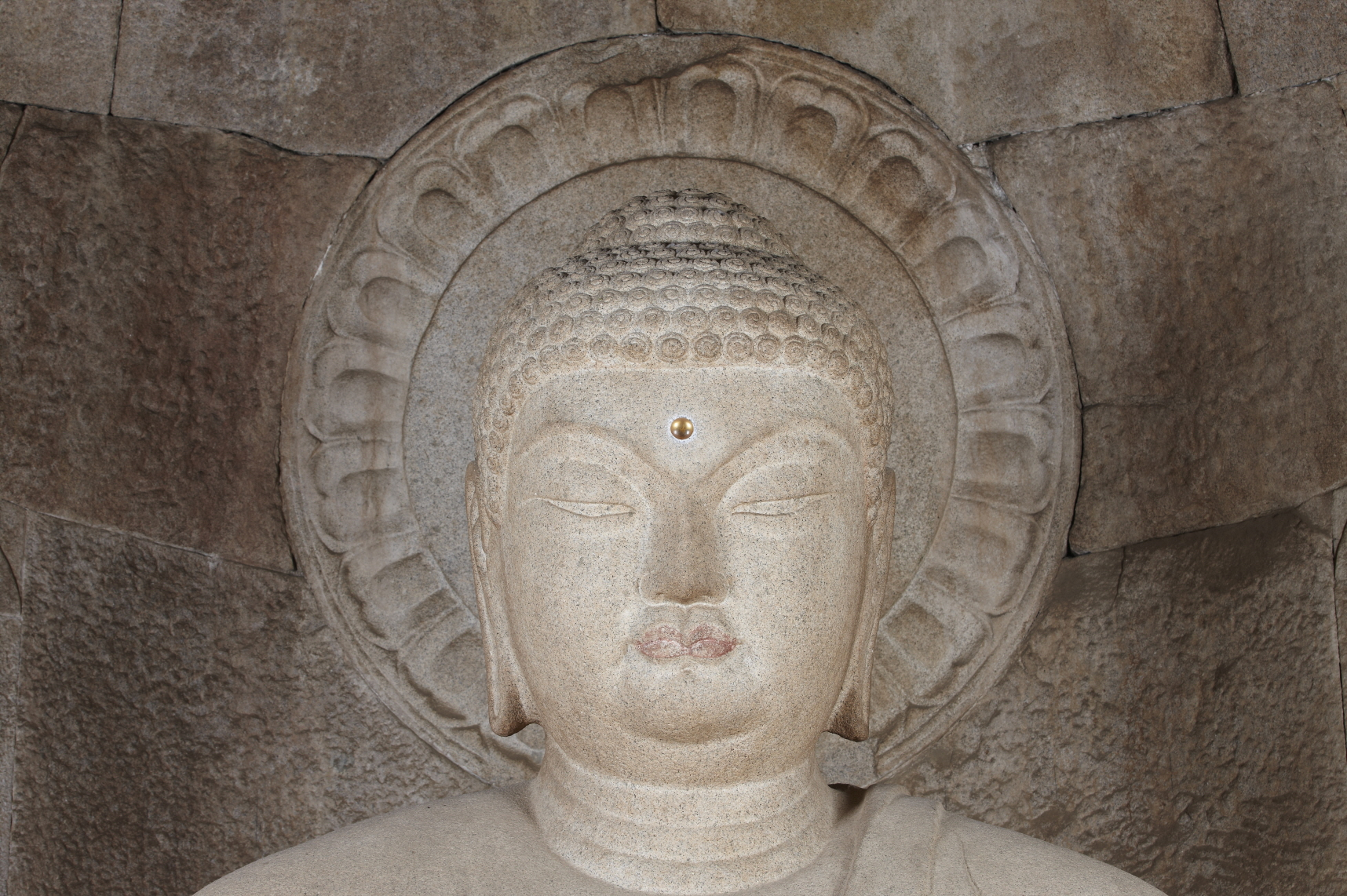
석굴암의 불상 미간에 백호가 표현되어 있다.

백호(白毫)는 부처의 눈썹 사이 이마에 있는 나선형 혹은 원형 터럭이다. 상서로운 의미를 가지며 많은 불상에서 보석으로 표현된다. 오른쪽으로 말려 있으며, 털을 모두 피면 1장 5척(약 4.5m)의 길이라고 한다. 32상(相)의 하나로, 끊임없이 광명을 발한다고 한다. 묘법연화경 서품에는 부처(석가모니)가 무량의처삼매의 명상에 들어갔을 때 백호가 빛을 발해 동방 일만팔천세계를 비추는 장면이 그려져 있다.
백호의 위치는 인도철학에 있어서 제6차크라인 아즈나차크라이다. 시바 신 등 몇몇 힌두교 신들도 동일한 위치에 제3의 눈을 가진다. 힌두교도가 같은 위치에 장식하는 빈디나 티라카와 흔히 혼동되지만, 직접적인 관계는 알려져있지 않다.

## 불교미술에서
불화나 불상 등에서 백호는 여래와 보살에게 주로 붙인다. 명왕, 천, 동자 등에는 붙이지 않는다. 특히 불화에서는 흰 동그라미나 소용돌이로 표현된다. 불상에서는 반구형의 양각으로 표현하기도 하며, 수정·진주 등의 귀석(貴石)을 끼워 표현하기도 한다. 최근에는 유리나 아크릴 수지도 사용된다. 오래된 불상 중에는 원래 붙어있다가 분실된 것이 많다.
다른 32상 중에는 표현하기 어려운 것이 많으며 특히 불상으로 조형할 수 없는 것이 많은데, 백호는 조형하기 쉬워 표현된 경우가 다른 31상들에 비교할 때 더 많다.

## 갤러리

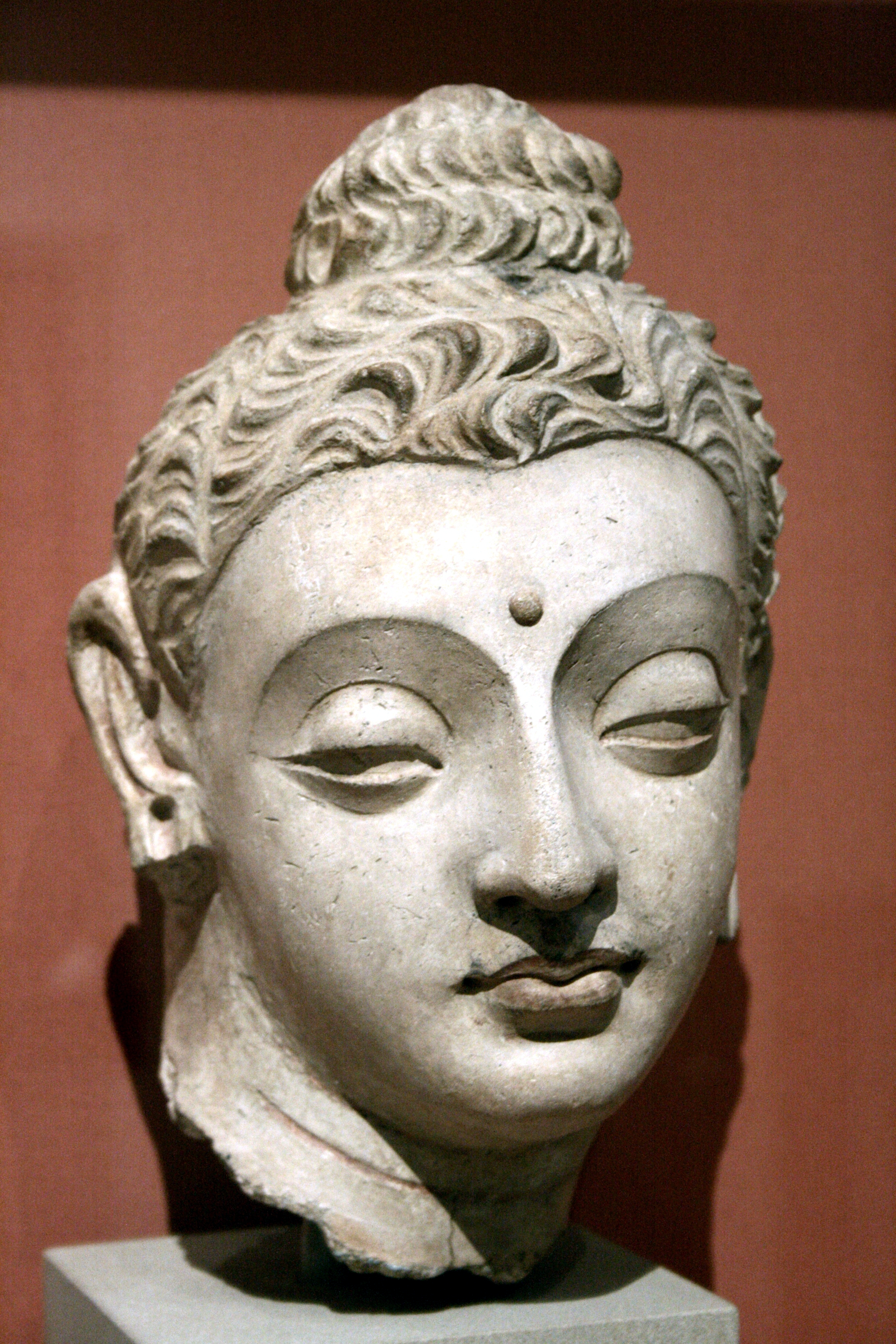
미간에 백호가 반구형으로 표현되어 있다.
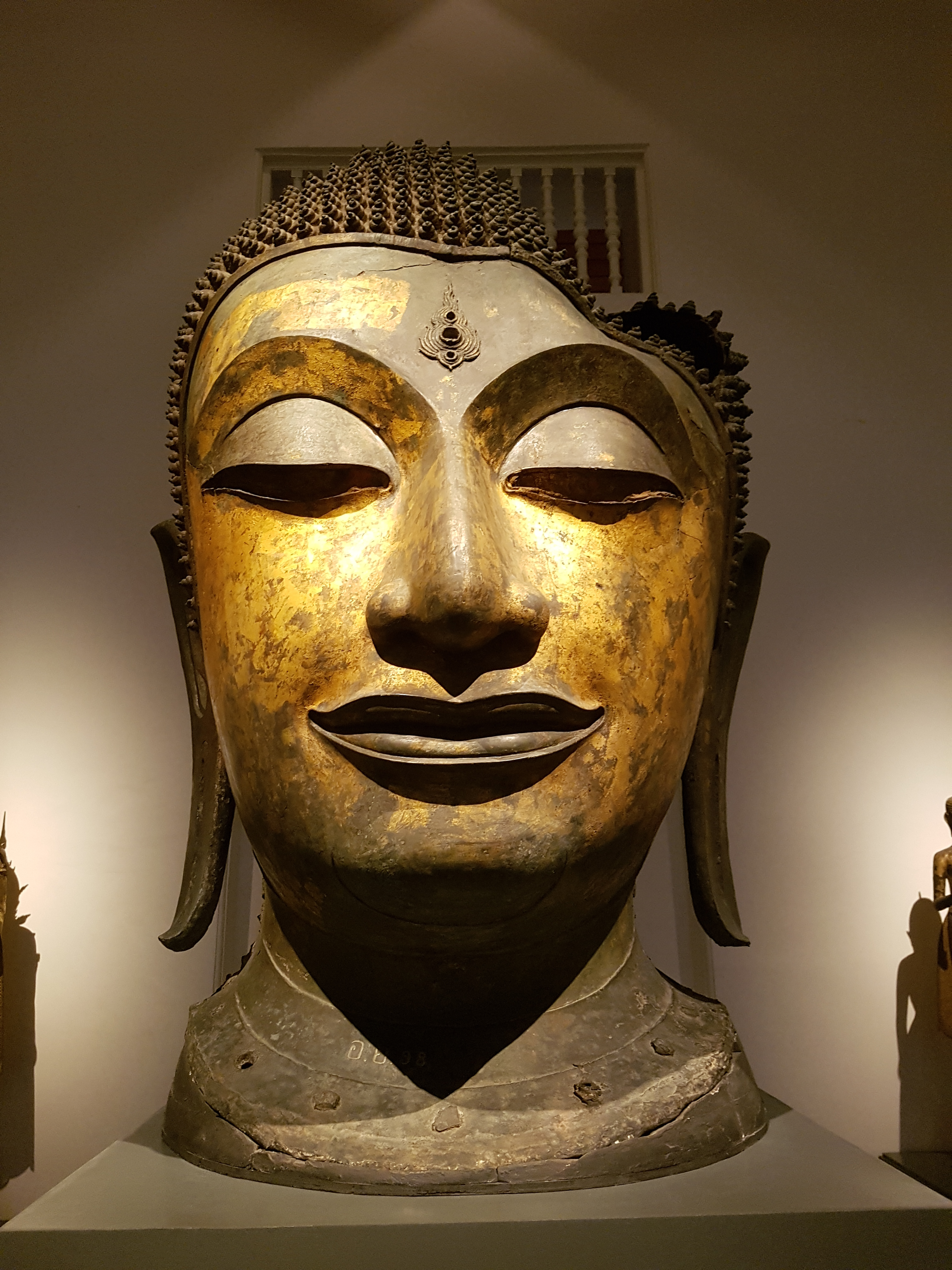
태국의 비하라에서 발견된 철불의 미간에 백호가 표현되어 있다. 16세기 제작.
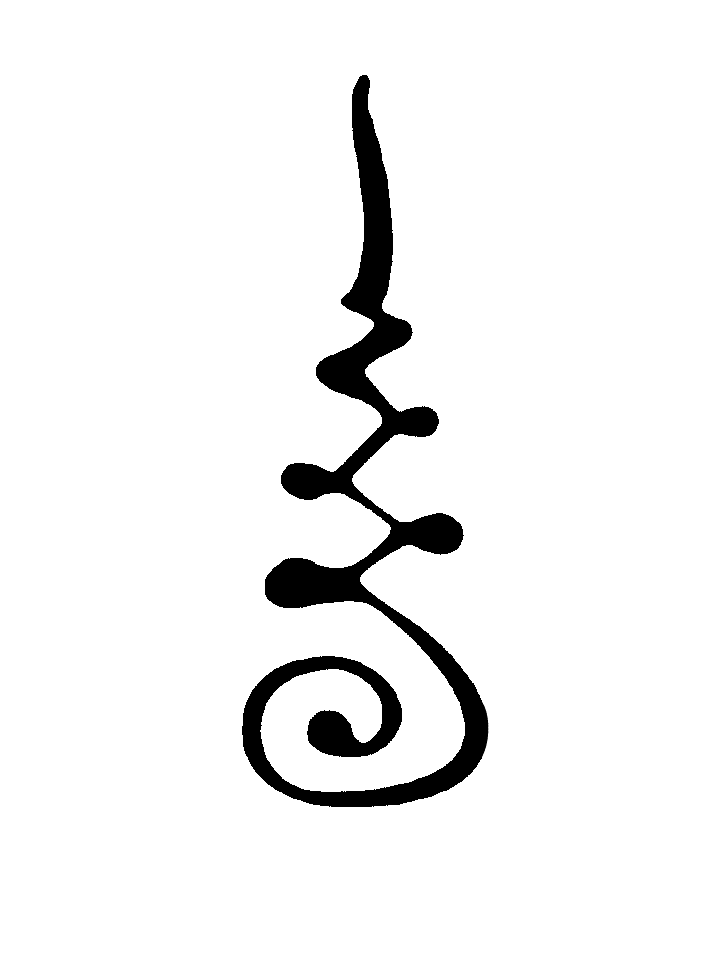
백호를 표현한 얀트라 중 우날로메.